# شاهدخت آکیکو میکاسا
شاهدخت آکیکو میکاسا (به ژاپنی: 彬子女王, Akiko Joō) (متولد ۲۰ دسامبر ۱۹۸۱) فرزند اول و بزرگترین دختر شاهزاده توموهیتو میکاسا است. او همچنین اولین نوهٔ دختر شاهزاده میکاسا است.